# Bulletin of the Torrey Botanical Club
Bulletin of the Torrey Botanical Club (abreviado Bull. Torrey Bot. Club) fue una revista con ilustraciones y descripciones botánicas que fue editada en Nueva York por el Torrey Botanical Club. Se publicaron 123 números desde 1870 hasta 1996. Fue reemplazada por Journal of the Torrey Botanical Club con el número 124 en el año 1997.